# Acanthopsyche cana
Acanthopsyche cana är en fjärilsart som beskrevs av Hamspon 1892. Acanthopsyche cana ingår i släktet Acanthopsyche och familjen säckspinnare. Inga underarter finns listade i Catalogue of Life.